# Priscula pallisteri
Priscula pallisteri là một loài nhện trong họ Pholcidae. Loài này được phát hiện ở Peru.